# Aniello Langella
Aniello Langella, detto Nino (Torre Annunziata, 6 novembre 1985), è un ballerino italiano.

## Biografia
Aniello inizia a ballare all' età di sette anni come Ballerino di danze latino-americane, e a Sarno  vince a soli nove anni la sua prima competizione.
Nel 2000 a Sarajevo vince il campionato del mondo IDSF per le danze latine nella categoria Junior con Luisana Di Fiore, ed essendo rimasti colpiti dalla situazione post-bellica, decisero di devolvere l'intero montepremi in beneficenza.
Nel 2012 in coppia con Krystyna Moshenska a Vienna vince il suo primo campionato del mondo per Amatori nelle danze latino-americane nella categoria adulti. Riconferma il titolo l'anno successivo nel 2013 a Berlino, e per la terza volta nel 2014 a Ostrava.
Nell'anno 2015, in coppia con Vera Bondareva dopo solo quattro mesi di pratica insieme, vince il Grand Slam di Helsinki.
Attualmente balla in competizioni di coppia nella categoria Pro Latin con sua moglie Andra Vaidilaite, già vice campionessa del mondo con Maurizio Vescovo per 4 Anni.
Rappresenta l'Italia per conto della associazione sportiva Italian Masters of World Dance ed è membro della IDF (Italian Dance Federation).